# جيمس بي. ولس جونيور
جيمس بي. ولس جونيور (بالإنجليزية: James Babbage Wells, Jr.) هو محامي أمريكي، ولد في 12 يوليو 1850 في San José Island (Texas) ‏ في الولايات المتحدة، وتوفي في 21 ديسمبر 1923 في براونزفيل في الولايات المتحدة.